# Canon EOS 650D
Canon EOS 650D — цифровой зеркальный фотоаппарат серии EOS компании Canon, продолжающий линейку любительских моделей EOS Digital. Является преемником модели Canon EOS 600D и предшественником модели Canon EOS 700D, представленной 21 марта 2013 года.
При этом модель Canon EOS 600D осталась в ассортименте компании и выполняла функцию более простой и дешёвой модели, в то время как ранее выступавший в этом качестве 550D был снят с производства.
Canon EOS 650D стал первым в мире цифровым зеркальным фотоаппаратом, оснащённым чувствительным к прикосновению ЖК-экраном и гибридной матрицей, часть пикселей которой предназначена для фазовой автофокусировки. Благодаря фазовой автофокусировке при помощи матрицы новая модель стала первым зеркальным фотоаппаратом «Кэнон» с функцией непрерывной автофокусировки во время видеосъёмки. Другие ключевые изменения по сравнению с предшественником — встроенный стереомикрофон, более совершенный модуль фазовой автофокусировки, а также увеличенная до 5 кадров в секунду скорость съёмки.
Фотоаппарат был анонсирован 8 июня 2012 года и появился в продаже несколькими днями спустя. В Северной Америке носит название EOS Digital Rebel T4i, в Японии — Canon EOS Kiss X6i. Рекомендуемая розничная цена в США составляет 850 долларов для фотоаппарата без объектива, 950 долларов для комплекта с объективом Canon EF-S 18-55mm F3.5-5.6 IS II и 1200 долларов для комплекта с объективом EF-S 18-135mm F3.5-5.6 IS STM.
Как отмечало интернет-издание Digital Photography Review, в модели Canon 650D реализованы все технологии, необходимые для создания беззеркальной системы: механизм быстрой автофокусировки с помощью матрицы и управление с помощью чувствительного к прикосновению экрана. И действительно, полтора месяца спустя был представлен первый беззеркальный фотоаппарат Canon — Canon EOS M, воплотивший в себе основные технологии 650D.

## Особенности

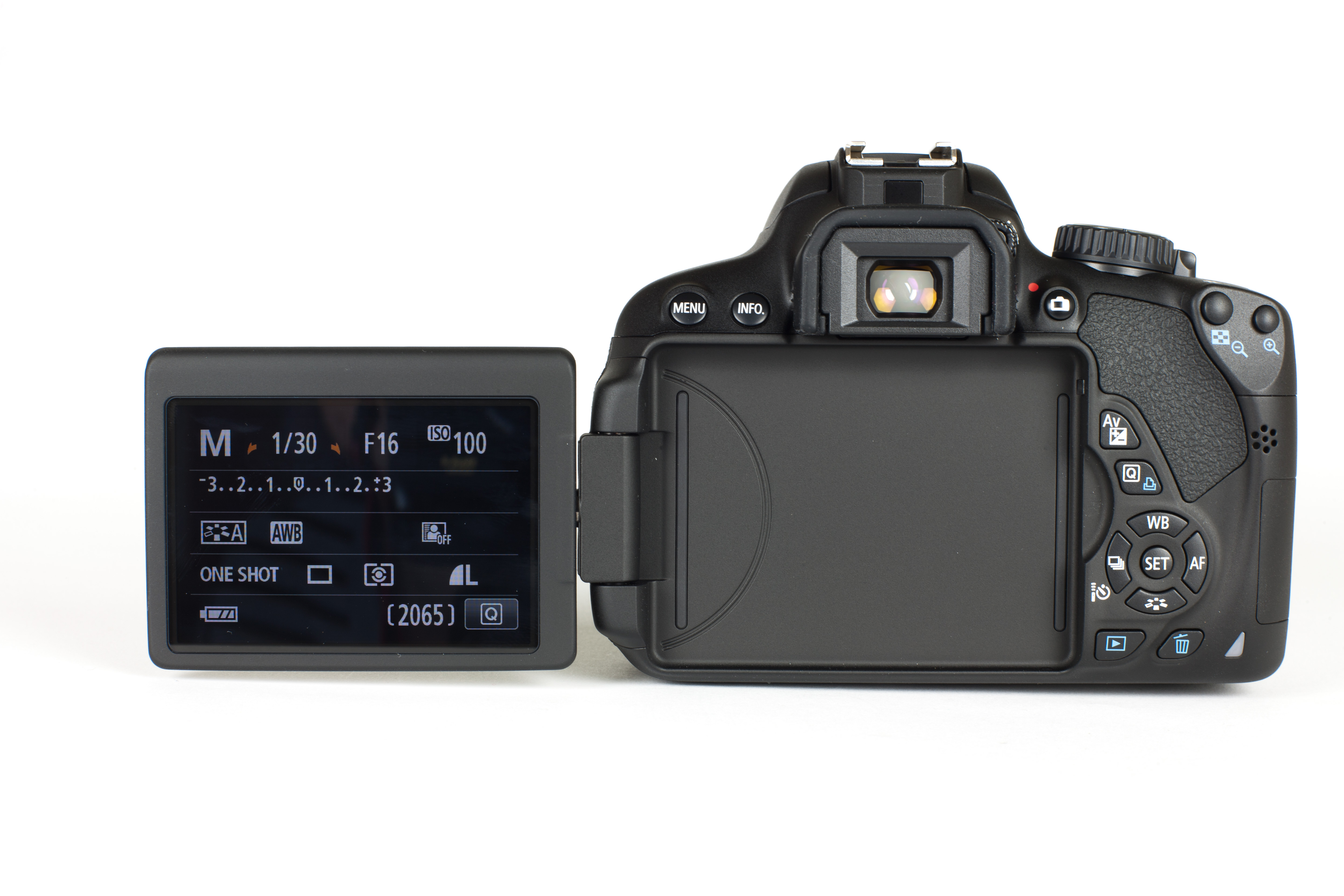
Экран имеет две степени свободы и может управляться прикосновением

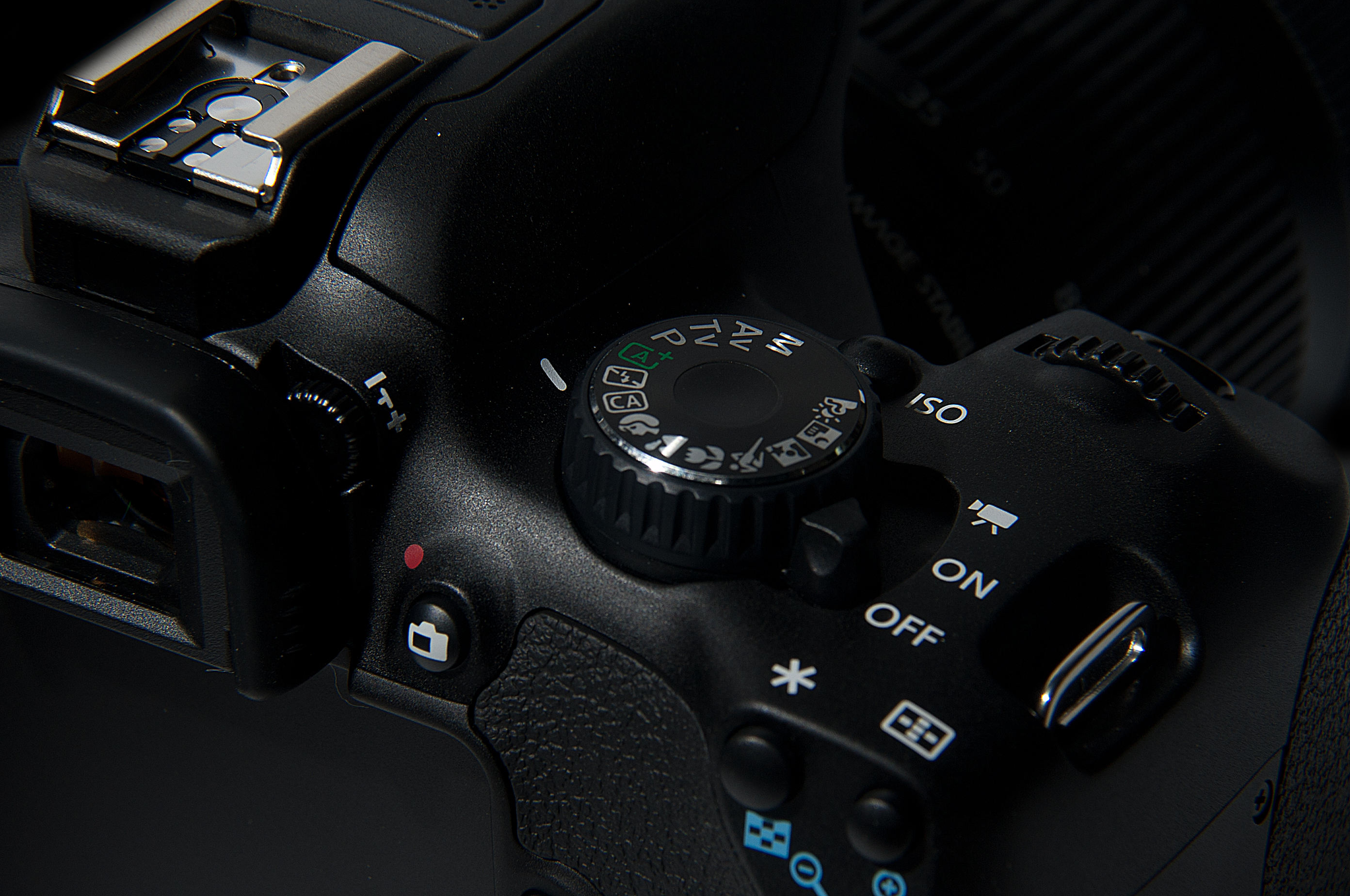
Диск режимов фотоаппарата

### Корпус и механика
Как и у предшествующих моделей линейки, 650D базируется на стальной раме, а его корпус изготовлен из поликарбоната. Изменения во внешнем виде минимальны по сравнению с 600D — режим видеосъёмки включается с помощью рычажка включения камеры, перед башмаком размещён стереомикрофон, удалена кнопка «DISP» с верхней панели и увеличилось количество режимов съёмки на кольце переключения режимов. Кроме того, изменена форма некоторых кнопок, в частности, расположенные слева от видоискателя кнопки «MENU» и «INFO» снова стали круглыми. Фотоаппарат оснащён новым затвором, который обеспечивает съёмку с частотой 5 кадров в секунду по сравнению 3,7 у 600D. ЖК-экран 650D является чувствительным к прикосновению (используется ёмкостная технология) — впервые для зеркальных фотоаппаратов. В конструкции экрана теперь отсутствует зазор между дисплеем и защитным стеклом, а само стекло обладает покрытием, препятствующим образованию пятен от прикосновений. В остальном он аналогичен используемому в 600D: диагональ 7,7 см (3,0 дюйма) с пропорциями 3:2, разрешение 1,04 млн пикселей, две степени свободы: поворот и вращение.

### Электроника
Матрица 650D имеет то же разрешение 18 мегапикселей, что и матрица, использовавшаяся в предыдущих моделях, начиная с 7D и вплоть до 600D. Однако она выполнена по технологии «Hybrid CMOS», аналогичной ранее использованной компанией «Никон» в беззеркальных фотоаппаратах Nikon 1 J1 и Nikon 1 V1. Часть пикселей КМОП-матрицы отведена для системы автофокусировки методом замера разности фаз. Автофокусировка с помощью матрицы используется при съёмке видео, а также в режиме Live View: после измерения разности фаз объектив быстро наводится приблизительно на нужную дистанцию, после чего осуществляется точная наводка с помощью фокусировки по контрасту. Эта схема позволила реализовать непрерывную автофокусировку при съёмке видео — впервые для камер Canon EOS. Компания выпустила серию объективов STM с шаговым двигателем для непрерывной плавной бесшумной автофокусировки в видеорежиме.
В фотоаппарате используется процессор Digic 5. Благодаря ему максимальную чувствительность по сравнению с предшествующей моделью удалось увеличить на одну ступень: до 12 800 ISO (с возможностью расширения до 25 600 ISO, используя пользовательские функции). Кроме того, процессор обеспечивает коррекцию хроматических аберраций перед записью JPEG-файлов.
650D получил усовершенствованную девятиточечную систему автофокусировки, использовавшуюся в моделях старшей линейки 40D, 50D и 60D. Все девять датчиков являются крестообразными, то есть чувствительны как к вертикально, так и к горизонтально ориентированным объектам, а центральный обеспечивает повышенную (двойную) чувствительность при использовании объективов с максимальным относительным отверстием 1:2,8 или выше. Предыдущие четыре модели этой линейки, начиная с появившейся в 2008 году 450D, использовали одну и ту же девятиточечную систему автофокусировки, в которой лишь центральный датчик является крестообразным. Фотоаппарат получил поддержку GPS-модуля GP-E2, который устанавливается в гнездо фотовспышки.

### Программные функции, интерфейс и настройки
В новой модели существенно расширены возможности постобработки при съёмке в JPEG. Помимо новых эффектов обработки изображений, добавились новые функции, использующие несколько снимков для создания одного изображения, а также появилась коррекция виньетирования и хроматических аберраций для объективов марки «Кэнон».
Функция «Multi Shot Noise Reduction», доступная в меню, применяется для подавления шумов на изображении. Когда она активирована, фотоаппарат делает четыре снимка и усредняет полученные изображения, тем самым уменьшая уровень шумов.
Аналогичным образом происходит съёмка в новом программном режиме «Handheld Night Scene». В этом режиме также автоматически устанавливается значение светочувствительности, достаточное для съёмки с рук при имеющемся освещении.
В ещё одном новом программном режиме, «HDR Backlight Control», фотоаппарат делает три снимка с разными значениями экспозиции, а затем объединяет их в одно изображение с расширенным динамическим диапазоном.

## Комплект поставки
Canon EOS 650D предлагается в трёх основных вариантах комплектации:
- без объектива,
- с объективом EF-S 18-55mm F3.5-5.6 IS II,
- с объективом EF-S 18-135mm F3.5-5.6 IS STM,
- с объективами Canon EF-S 18-55mm + EF-S 55-250 F3.5-5.6 IS II.

Помимо объективов, в комплект поставки входят:
- Литий-ионный аккумулятор LP-E8.
- Зарядное устройство LC-E8 (LC-E8E).
- Шейный ремень EW-100DBIV.
- USB-кабель IFC-130U.
- Документация и программное обеспечение.

В отличие от предыдущей модели 600D, в комплекте поставки 650D отсутствует аудиовидеокабель.

## Аксессуары
Фотоаппарат совместим со стандартным оборудованием системы Canon EOS: вспышками Canon Speedlite, объективами с байонетом EF и EF-S, а также с другими стандартными аксессуарами. Для Canon EOS 650D выпускается батарейная ручка BG-E8, которая позволяет использовать один или два аккумулятора LP-E8 либо 6 элементов AA, а также облегчает съёмку с вертикальным расположением кадра. Canon 650D поддерживает GPS-ресивер Canon GP-E2, который записывает в EXIF информацию о времени съёмки, о широте, долготе и высоте над уровнем моря. С фотоаппаратом можно использовать инфракрасные пульты дистанционного управления RC-6, RC-1 и RC-5, а также проводные пульты с разъёмом E3, например, RS-60E3.